# Hôtel Colbert de Torcy
El Hotel Colbert de Torcy o Hotel Tubeuf es una hôtel particulier del siglo XVII ubicado en 16 rue Vivienne en el 2 distrito de París.
En su conjunto, incluido el suelo del patio y el antiguo jardín, está clasificado como monumento histórico desde el 28 de décembre de 1984.

## Historia

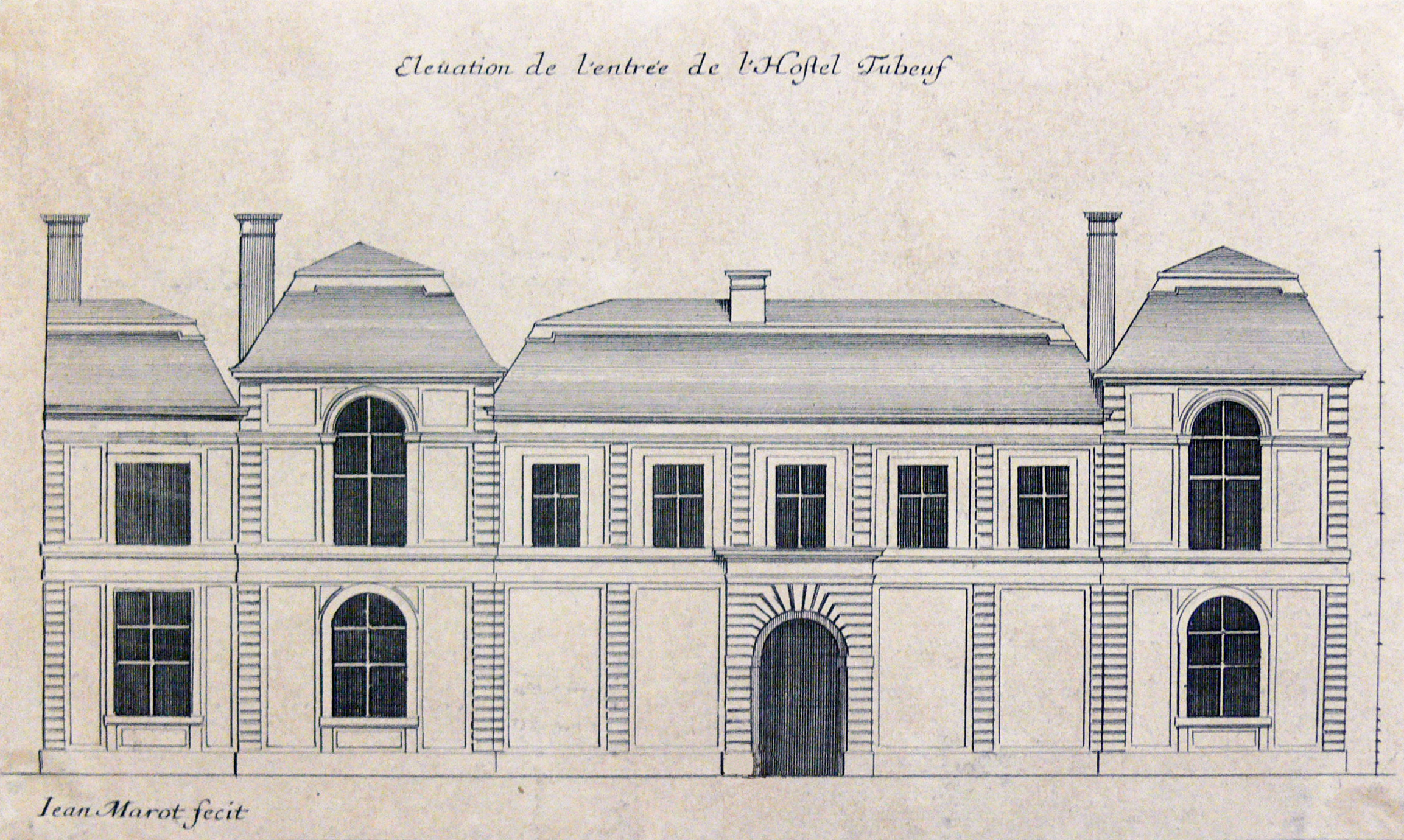
“Alzado de la entrada al Hotel de Tubeuf”, grabado de Jean Marot.

Fue construido en 1640 por el arquitecto Pierre Le Muet, poco después de la urbanización del barrio, para Jacques Tubeuf, futuro presidente de la Cámara de Cuentas de París.
Fue vendido a Charles Colbert, marqués de Croissy, en 1688, luego en 1720, a François de Fargès, señor de Polisy, secretario del rey.
Las cuatro fachadas al patio en la planta baja tienen arcadas de medio punto con friso dórico y uso del orden colosal. Es un edificio representativo de la primera parte de la carrera de Le Muet, antes de que su estilo se acercara al estilo clásico Luis-Quatorziano.